# Antoine de Hauville
Antoine de Hauville est  un musicien et compositeur français, actif vers 1553-1572, probablement à Lyon.

## Biographie
Aucun élément concret n’est connu sur sa vie, mais le lieu de publication et la nature de ses publications laissent supposer qu’il a été actif à Lyon, dans la mouvance protestante.

## Œuvres

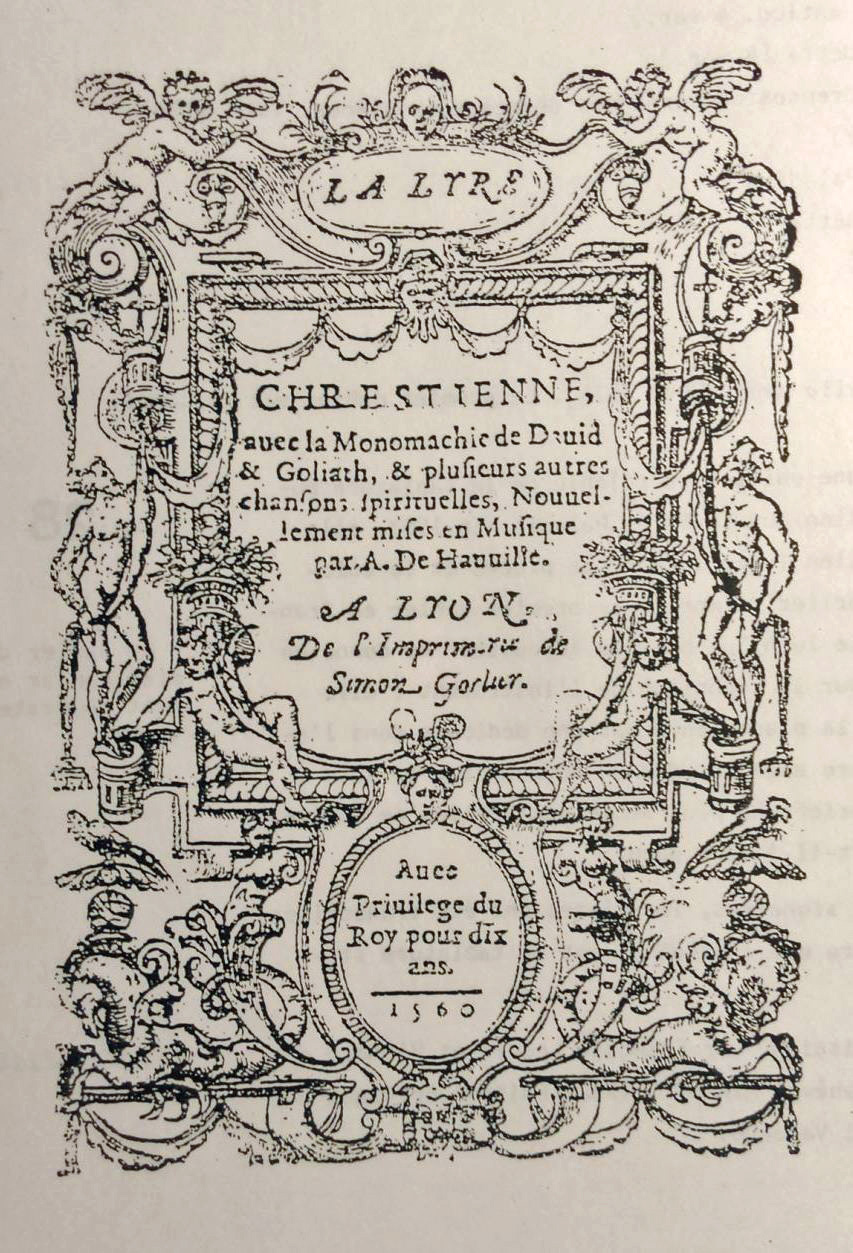
La Lyre Chrestienne d'Antoine de Hauville (Lyon, 1560).

- La seule monographie parue à son nom est La Lyre chrestienne avec la monomachie de David & Goliath, & plusieurs autres chansons spirituelles. Nouvellement mises en musique par A. de Hauville. – Lyon : Simon Gorlier, 1560[1].

Cette édition, perdue depuis 1912, a réapparu dans la collection de Pierre Favre, versée en 1986 à la Bibliothèque de Genève et cataloguée seulement récemment. Elle contient dix chansons spirituelles, dont six sur des textes de Guillaume Guéroult, deux de Joachim du Bellay et une de Théodore de Bèze. Elle reprend aussi deux chansons spirituelles mises en musique par Didier Lupi Second, dont la célèbre Susanne un jour... de Guéroult. La dédicace est offerte par Guillaume Guéroult à Marguerite de France (1523-1574), où il explique vouloir donner une suite à sa Susanne.
- Hauville a également publié deux harmonisations à deux voix des prières avant et après le repas versifiées par Clément Marot, à la fin des Psaumes à quatre voix publiés par Richard Crassot en 1564 à Lyon[2] et réédités en 1565.
- Deux chansons profanes à quatre et cinq voix paraissent sous le nom de « Hauville » dans deux anthologies parisiennes : L’amy certain en 1553 chez la veuve de Pierre Attaingnant et en 1572 Herbes et fleurs chez Adrian Le Roy et Robert Ballard[3].
- D’après Frank Dobbins[4] on pourrait peut-être lui attribuer deux madrigaux à quatre voix publiés par un « Adriano Hauville » chez Girolamo Scotto à Venise en 1570[5] et une messe à quatre voix sous le nom de « Adrian Hawil » parue en 1584 à Milan chez Francesco et les héritiers de S. Tini (à moins que le changement de prénom signale seulement une parenté).